# Старый Урюп
Старый Урюп — деревня в Тяжинском районе Кемеровской области. Входит в состав Кубитетского сельского поселения. Образовалась в 1795 году.

## География
Расположена на берегу реки Урюп, в 39 км от железнодорожной станции Итат. Центральная часть населённого пункта расположена на высоте 226 метров над уровнем моря.

## Население
По данным Всероссийской переписи населения 2010 года, в деревне Старый Урюп проживает 488 человек (236 мужчин, 252 женщины).

## Известные уроженцы
- Полухина, Валентина Платоновна (1936—2022) — британский литературовед